# حبضية
الفصيلة الحُبَضِيَّة (الاسم العلمي: Pittosporaceae)، هي فصيلة من النباتات تتبع رتبة الخيميات. تضم أحد عشر جنسًا مهدها البلاد الحارة. نباتاتها أشجار وجنبات معمرة عطرية. أوراقها كاملة متعاقبة. أزهارها ليست قياسية التجميع أو الارتكاز. من أجناسه: حبض.